# 厄勒布鲁城堡

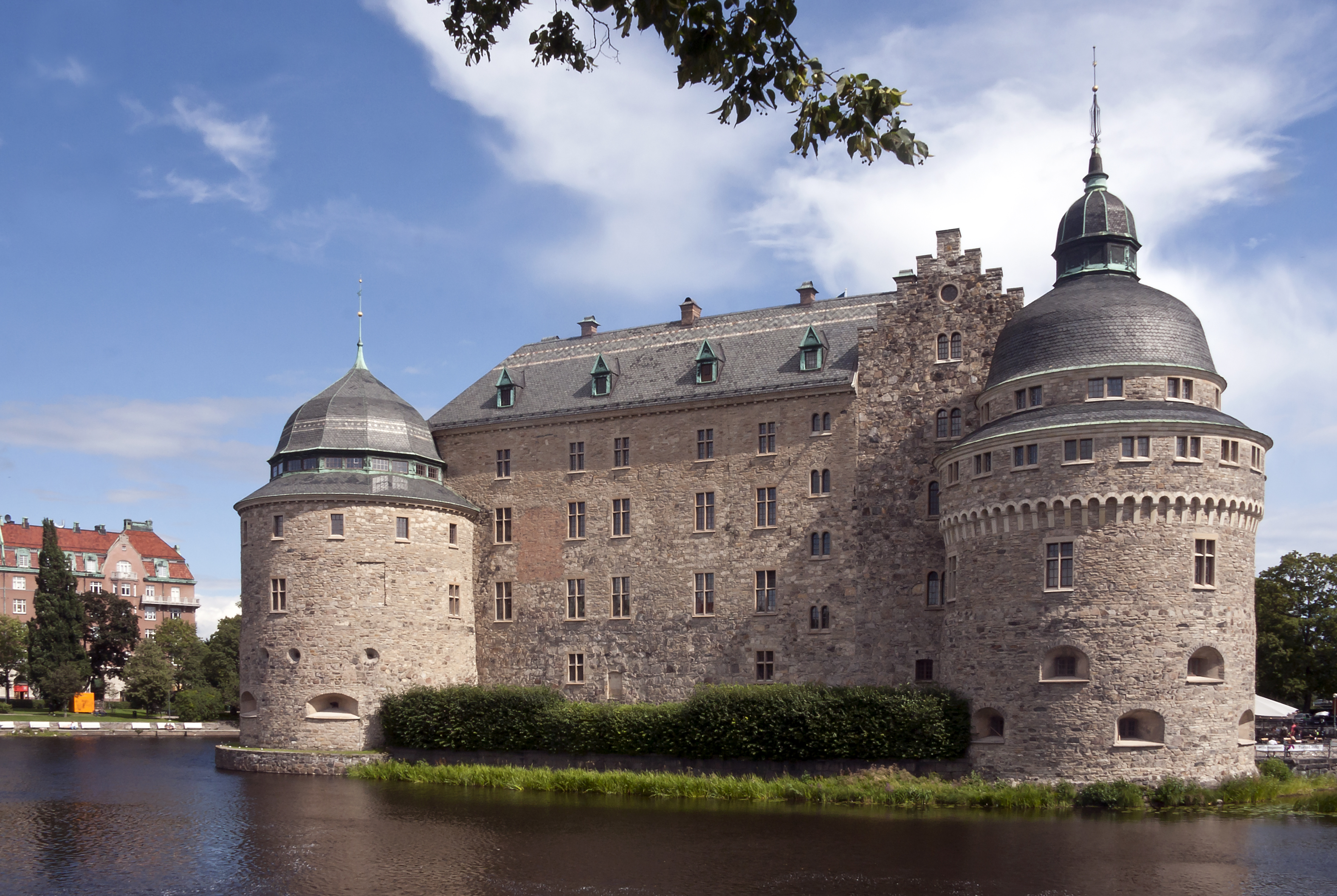
厄勒布鲁城堡

厄勒布鲁城堡（瑞典語：  Örebro slott）是位於瑞典厄勒布鲁省的一座中世纪城堡。城堡中年代最久的是一座防御塔，建于13世纪下半叶马格努斯七世统治时期。 该防御塔于14世纪进行扩建。1764年，厄勒布鲁省省長的官邸搬到这座城堡。 1900年左右，城堡重建。城堡中一些房间被用作學校学生的教室。 